# Lesteva cordicollis
Lesteva cordicollis — вид стафилинид подсемейства Omaliinae.

## Распространение
Встретить можно на территории от Сибири до Приморского края.

## Экология
Эти жуки живут во влажных мхах горных ручьёв.